# Dennis Christopher

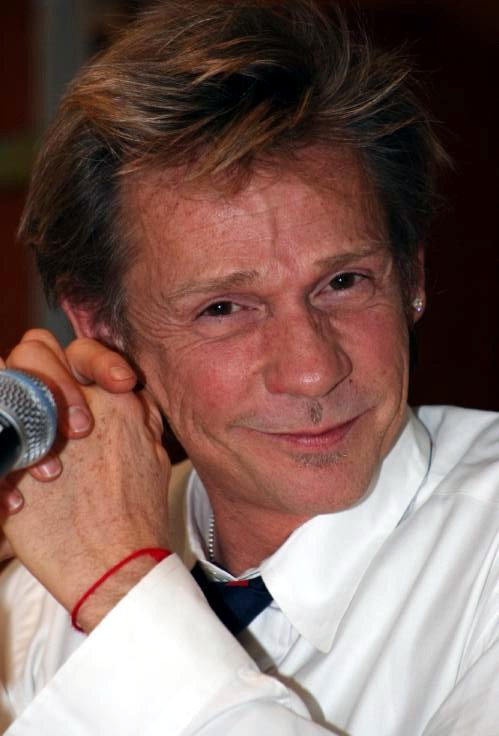
Dennis Christopher

Dennis Christopher (* 2. Dezember 1950 in Philadelphia, Pennsylvania als Dennis Carrelli) ist ein US-amerikanischer Schauspieler.

## Leben
Christopher ist seit Anfang der 1970er Jahre als Film- und Fernsehschauspieler aktiv und war in über 80 Produktionen zu sehen. Für seine Hauptrolle in Vier irre Typen – Wir schaffen alle, uns schafft keiner wurde er mit dem BAFTA Award und dem Youth in Film Award jeweils als bester Nachwuchsdarsteller ausgezeichnet. 
1981 war er in Die Stunde des Siegers als Charles Paddock zu sehen. Ab 1996 spielte er den Killer Jack in der Serie Profiler. In Quentin Tarantinos Django Unchained spielte er die Figur des Leonide Moguy.

## Filmografie (Auswahl)
- 1978: Eine Hochzeit (A Wedding)
- 1979: Elvis – The King (Elvis, Fernsehfilm)
- 1979: Vier irre Typen – Wir schaffen alle, uns schafft keiner (Breaking Away)
- 1980: Fade to Black – Die schönen Morde des Eric Binford (Fade to Black)
- 1981: Die Stunde des Siegers (Chariots of Fire)
- 1990: Stephen Kings Es (Stephen King`s It, Fernsehfilm)
- 1990–1993: Mord ist ihr Hobby (Murder, she wrote, Fernsehserie, 2 Folgen)
- 1993: Mask of Murder 2 (Doppelgänger) (Doppelganger)
- 1994: Firehawk – Operation Intercept (Aurora: Operation Intercept)
- 1996–1999: Profiler (Fernsehserie, 45 Folgen)
- 2000–2001: FreakyLinks (Fernsehserie, 13 Folgen)
- 2003: Criminal Intent (Fernsehserie, Folge 2x19 Cherry Red)
- 2006: Das verschwundene Zimmer (The Lost Room, Miniserie)
- 2008: Criminal Minds (Fernsehserie, 1 Folge)
- 2012: Django Unchained
- 2013: Prisoners
- 2013: Perception (Fernsehserie, 1 Folge)
- 2016: Graves (Fernsehserie, 4 Folgen)

## Auszeichnungen
- 1980: BAFTA Award – bester Nachwuchsdarsteller für Breaking away
- 1980: Youth in Film Award – bester Nachwuchsdarsteller  für Breaking away
- 1980: Nominierung: Golden Globe – bester Nachwuchsdarsteller für Breaking away
- 1980: Nominierung: Academy of Science Fiction, Fantasy & Horror Films – bester Darsteller für Fade to Black
- 1981: Taormina International Film Festival für Fade to Black